# Pedro Cardoso (ciclista)
Pedro Cardoso (nascido em 12 de abril  de  1974 em Barcelos) é um ciclista português. Profissional de 1995 a 2008, distinguiu-se nas carreiras por etapas portuguesas.

## Palmarés
- 2000
  - Volta das Terras de Santa Maria da Feira :
    - Classificação geral
    - 1.ª etapa

  - Grande Prêmio Matosinhos :
    - Classificação geral
    - 3.ª etapa
- 2001
  - Grande Prêmio Desporto Notícias :
    - Classificação geral
    - 3.ª etapa
    - 1.ª etapa da Volta a Trás-os-Montes e Alto Douro

  - 3.º da Volta a Trás-os-Montes e Alto Douro
- 2002
  -     - 3.ª etapa do Grande Prémio do Minho
- 2003
  -     - 5.ª etapa da Volta ao Algarve

  - 3.º da Volta ao Algarve
- 2004
  -     - 3.º e 4.ª etapas do Grande Prêmio Internacional Mitsubishi MR Cortez

  - 3.º do Grande Prêmio Internacional Mitsubishi MR Cortez
- 2006
  - Grande Prémio do Minho :
    - Classificação geral
    - 2.ª etapa

  - Grande Prémio Internacional Paredes Rota dos Móveis :
    - Classificação geral
    - 2.º e 4.ª etapas
- 2007
  - Classificação geral do Grande Prêmio Internacional CTT Correios de Portugal
  - 3.º do Campeonato de Portugal em estrada
- 2008
  - Grande Prémio Internacional Paredes Rota dos Móveis :
    - Classificação geral
    - 4.ª etapa

## Resultado na o Volta a Espanha
- 2003 : 40.º

## Classificações mundiais
}
| Ano             | 2005   | 2006  | 2007 | 2008  |
| UCI Europe Tour | 323.º. | 234.º | 76.º | 167.º |